# Francisco de Asís Vidal y Barraquer
Francisco de Asís Vidal y Barraquer (ur. 3 października 1868 w Cambrils, zm. 13 września 1943 we Fryburgu) – hiszpański duchowny katolicki, kardynał, arcybiskup Tarragony. 

## Życiorys
Święcenia kapłańskie przyjął 17 września 1899 w Tarragonie. Pracę duszpasterską prowadził w archidiecezji Tarragony między innymi; ekonom 1905, wikariusz generalny 1909–1913, wikariusz kapitulny 1911–1913. 10 listopada 1913 otrzymał nominację na biskupa tytularnego Pentacomia i administratora apostolskiego diecezji Solsony. Konsekrowany 26 kwietnia 1914 w archikatedrze metropolitalnej w Tarragonie przez abp. Antolína Lópeza Peláeza, ordynariusza Tarragony. 7 maja 1919 mianowany arcybiskupem metropolitą Tarragony. Na konsystorzu 7 marca 1921 papież Benedykt XV wyniósł go do godności kardynalskiej z tytułem kardynała-prezbitera S. Sabinae. Brał udział w konklawe w 1922 i w 1939, na którym kolejno wybrano na papieża Piusa XI i Piusa XII. W sierpniu 1936 został zmuszony do opuszczenia Hiszpanii. Przebywał w klasztorze kartuzów w Farneta koło miejscowości Lukka, a potem też w klasztorze kartuzów w Valsainte w Szwajcarii. Zmarł 13 września 1943 roku we Fryburgu. Pochowano go w szwajcarskim klasztorze kartuzów w Valsainte, a w maju 1978 roku jego szczątki złożono w archikatedrze metropolitalnej Tarragony.